# Zenonu
Zenonu är en ort i Azerbajdzjan.   Den ligger i distriktet Lerik Rayonu, i den södra delen av landet, 210 km sydväst om huvudstaden Baku. Zenonu ligger 751 meter över havet och antalet invånare är 459.
Terrängen runt Zenonu är kuperad. Närmaste större samhälle är Lerik, 12,1 km söder om Zenonu. 
Trakten runt Zenonu består till största delen av jordbruksmark. Runt Zenonu är det ganska tätbefolkat, med 60 invånare per kvadratkilometer.